# Songai Hoken Japan

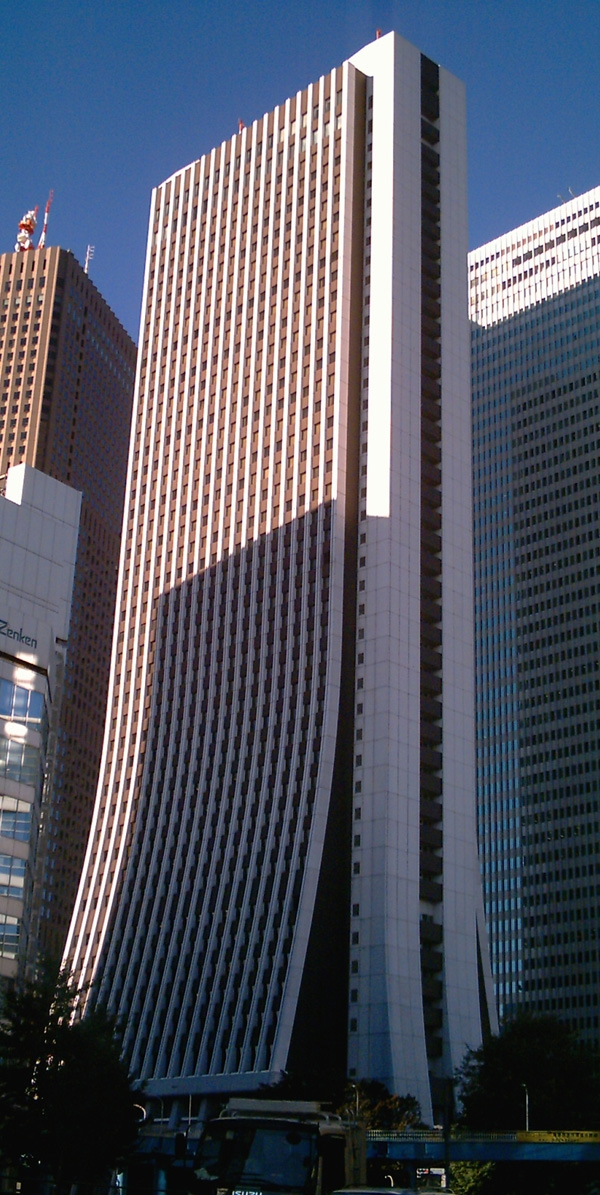
Sompo Japan Firmensitzgebäude in Shinjuku, Tokyo.

K.K. Songai Hoken Japan (jap. 株式会社損害保険ジャパン, engl. Sompo Japan Insurance, Inc.), kurz Sompo Japan (損保ジャパン), ist ein japanisches Unternehmen mit Firmensitz in Shinjuku, Tokio.
Sompo Japan bietet Versicherungen verschiedener Art für seine Kunden weltweit an. 

## Geschichte
Das Unternehmen wurde 1887 als Tōkyō Kasai Hoken (engl. Tokyo Fire Insurance) gegründet. 1893 wurde die Versicherung von Zenjirō Yasuda erworben und in das Zaibatsu Yasuda integriert.  Juli 2002 fusionierten die japanischen Versicherungsunternehmen Yasuda Kasai Kaijō Hoken (Yasuda Fire) und Nissan Shōgai Hoken (Nissan Fire & Marine Insurance) zum Versicherungskonzern Sompo Japan.
Sompo Japan Insurance Inc. und NIPPONKOA Insurance Co., Ltd., peilten im Jahr 2010 eine weitere Fusion an. Dies führte im April 2010 zur gemeinsamen Gründung von NKSJ Holdings, Inc. (Heute Sompo Holdings, Inc.) als Dachorganisation für beide und im September 2014 zur Gründung von Sompo Japan Nipponkoa Insurance Inc als operative Versicherungsgesellschaft. Seither ist allerdings nur noch die SOMPO Holdings börsennotiert und nicht mehr die Sompo Japan Nipponkoa Insurance.

## Sompo Japan Museum of Art

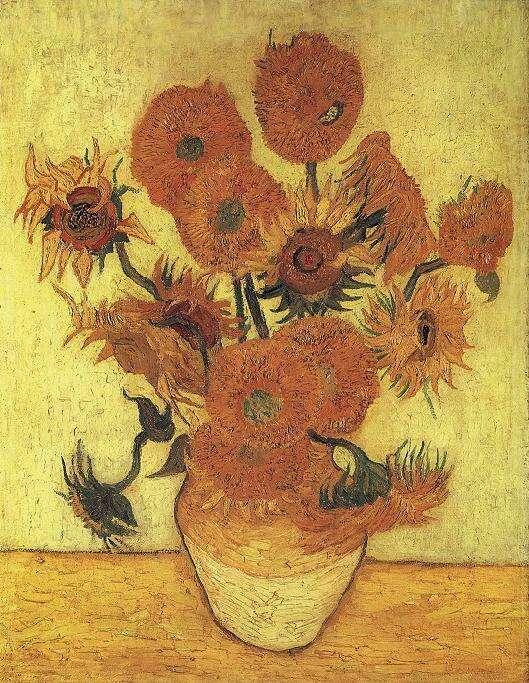
Fünfzehn Sonnenblumen (Januar 1889) Sompo Museum of Art, Tokio

Der Versicherungskonzern hat in den vergangenen Jahrzehnten weltweit verschiedene Kunstwerke erworben. Diese Kunstwerke befinden sich gegenwärtig im Sompo Museum of Art in Tokio. Unter anderem wurde das Gemälde Sonnenblumen von Vincent van Gogh 1987 bei Christie’s durch das Unternehmen ersteigert.